# دم‌خاری دمگاه‌نقره‌ای
دم‌خاری دمگاه‌نقره‌ای (نام علمی: Rhaphidura leucopygialis) گونه‌ای بادخورک از خانواده بادخورکان است که در برونئی، اندونزی، مالزی، میانمار، سنگاپور و تایلند یافت می‌شود. زیستگاه طبیعی آن جنگل‌های دشت نمناک نیمه‌گرمسیری یا گرمسیری است.